# Gianfranco Cabiddu
Gianfranco Cabiddu (* 1953 in Cagliari) ist ein italienischer Musikethnologe, Tonmeister und Filmregisseur.

## Leben
Cabiddu studierte ab 1974 Musikethnologie an der Fakultät DAMS (danza, arte, musica e spettacolo) der Universität Bologna und zog nach dessen Abschluss 1980 nach Rom, wo er zunächst einige Jahre mit dem Theater der Universität La Sapienza zusammenarbeitete und sich dann der Tontechnik von Filmen zuwandte, wobei er zwischen 1983 und 1989 für einige Produktionen tätig war. Als Regisseur verantwortete er zwei Filme nach eigenen Drehbüchern, die mit im Sardinien der 1930er bzw. 1950er Jahre angesiedelt waren und auf reges Interesse stießen. Hauptsächlich dreht Cabiddu Dokumentarfilme, die mit seiner Heimat in Verbindung stehen,
2007 inszenierte Cabiddu eine Folge der Fernsehserie Crimini. Neben seiner Filmarbeit wirkt der Hobby-Jazzmusiker Cabiddu weiterhin für und bei Musikproduktionen wie Sonos è memoria. Beim Festival Time in Jazz ist er für das Filmprogramm verantwortlich.

## Filmografie

### Regisseur
- 1988: Zur Rache verdammt (Disamistade (Intimicizia))
- 1997: Il figlio di Bakunin
- 2007: Crimini (Fernsehserie, Folge Disegno di sangue)
- 2009: Sonos ‘e memoria
- 2016: La stoffa dei sogni